# Halbwinkeltechnik

Zahnachse, Filmachse und Zentralstrahl bei der Halbwinkeltechnik

Die Halbwinkeltechnik (auch: Halbwinkelprojektion) ist eine zahnärztliche Röntgentechnik nach Cieszyński (1907) und Dieck (1911).

## Isometrieregel nach Cieszyński und Dieck
Gemäß der Isometrieregel nach Cieszyński und Dieck wird der Zahn dann isometrisch abgebildet, wenn der Zentralstrahl durch den Apex des Zahnes senkrecht auf die Winkelhalbierende fällt, die den Winkel zwischen Zahnachse und Bildträgerebene teilt.

## Vorgehen
Der Röntgenfilm (meist 2 × 3 cm oder 3 × 4 cm) wird dabei in den Mund eingebracht und vom Patienten selbst möglichst drucklos gehalten. Zahnachse (in der Zeichnung blau gestrichelt) und Filmebene bilden dabei einen Winkel (in der Zeichnung rot). Der Zentralstrahl (in der Zeichnung grün) wird nun so eingestellt, dass er in Höhe der Wurzelspitze senkrecht auf der gedachten Linie steht, die den oben genannten Winkel halbiert.

## Indikationen
- Parodontaldiagnostik
- Kariesdiagnostik
- Apikale Veränderungen
- Extraktionsdiagnostik
- Endodontische Maßnahmen

## Technik nach LeMaster
Eine Modifikation der Halbwinkeltechnik wurde 1924 von LeMaster angegeben: Hierbei wird in Höhe der Zahnkrone eine Watterolle zwischen Zahn und Film eingebracht, um den Winkel zu verringern. Sie wird heute kaum mehr eingesetzt, da die bukkalen Wurzeln eines mehrwurzligen Zahnes verkürzt dargestellt werden und der Limbus alveolaris (knöcherner Alveolarrand) verzeichnet wird.